# Chanda Kochhar

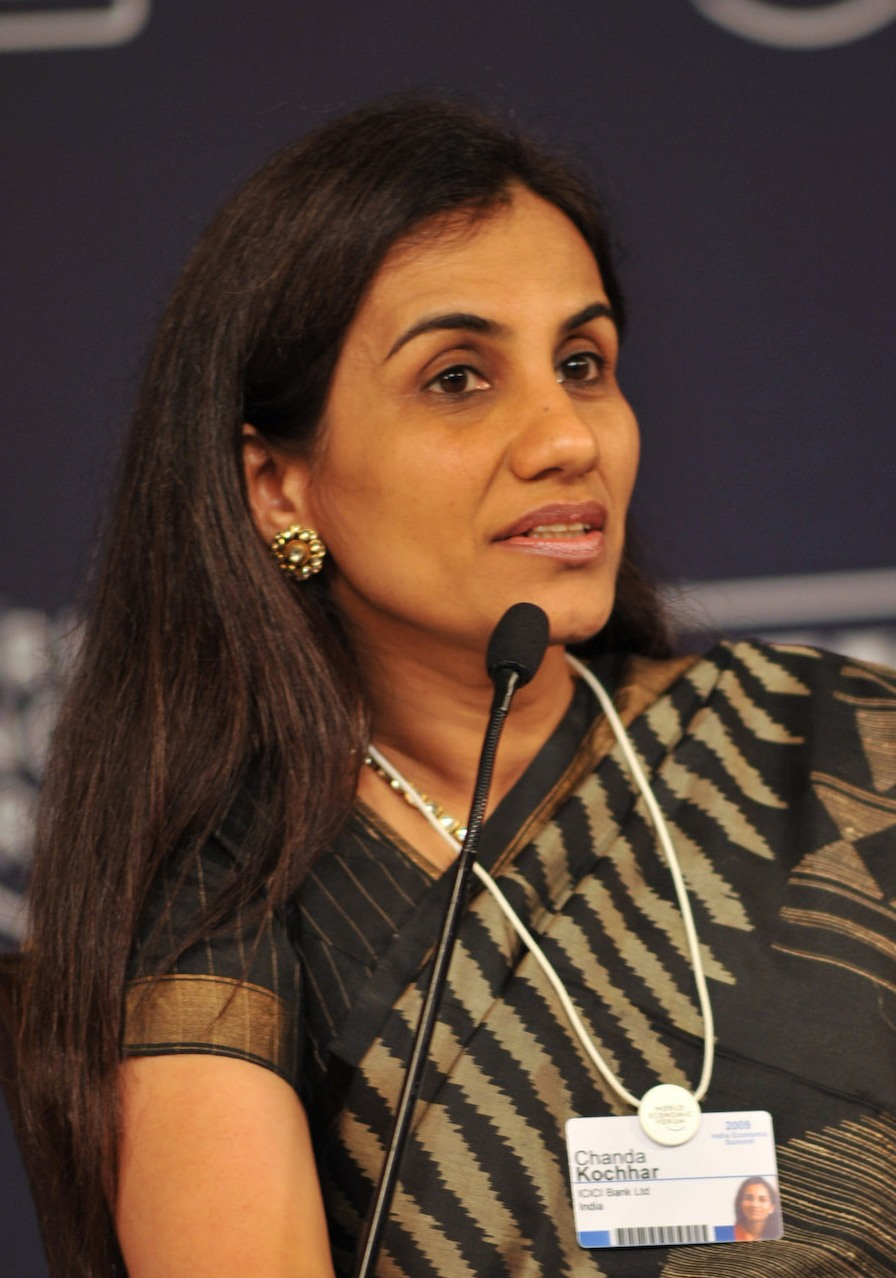
Chanda Kochhar im Sommer 2009

Chanda Kochhar (* 17. November 1961 in Jodhpur) ist eine indische Managerin und Chief Executive Officer der ICICI Bank. Sie ist laut dem Time-Magazin eine der einflussreichsten Frauen der Welt. Auch Forbes listet sie als eine der mächtigsten Frauen.

## Leben
Chanda Kochhar wurde als Tochter eines Ingenieurs geboren. Ihre Eltern stammten ursprünglich aus Karatschi und gehörten dort zur hinduistischen Minderheit. Ihre Eltern mussten daher aus Karatschi fliehen und haben dabei ihren Besitz verloren. Die Eltern legten einen erheblichen Wert auf akademische Bildung.
Chanda Kochhar studierte am Jamnalal Bajaj Institute of Management in Bombay und am Institute of Cost and Works Accountants of India und erlangte hierbei zweimal den akademischen Grad eines Bachelor, am Jamnalal Bajaj Institute als Jahrgangsbeste. Ihr wurde daraufhin 1982 eine Trainee-Stelle bei der ICICI angeboten. Sie fiel dort dem späteren CEO der ICICI-Bank K. V. Kamath wegen ihrer Eigeninitiative auf, der sie daraufhin förderte. Sie durchlief an der Bank nach und nach zahlreiche Führungspositionen in den Geschäftsbereichen der ICICI. Am 1. Mai 2009 wurde sie als Nachfolgerin von K. V. Kamath CEO der Bank. Sie übernahm die Führung der Bank zu einem Zeitpunkt, als die globale Finanzkrise auch die Bank beeinträchtigte. Sie lehnte öffentlich die Forderung des indischen Notenbank-Präsidenten D. Subbarao ab, zur Ankurbelung der indischen Wirtschaft das Kreditvolumen um 20 % auszuweiten und trat stattdessen für eine zurückhaltende Anhebung ein.
2019 wurde Chanda Kochhar als CEO der ICICI freigestellt, kurze Zeit später wurde ein Verfahren gegen sie wegen unrechtmäßiger Bereicherung im Amt eröffnet.